# Pacific Climate Warriors

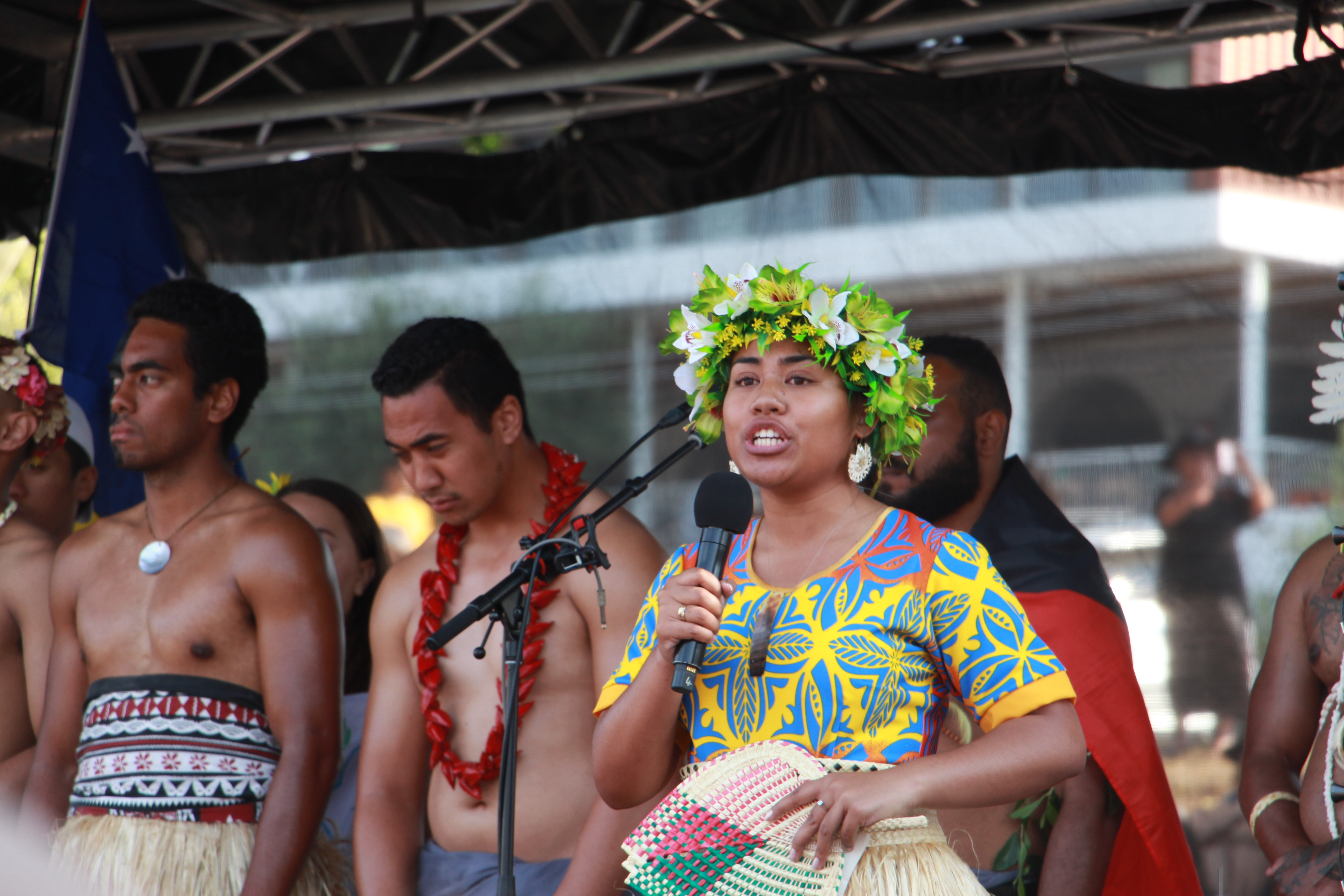
I Pacific Climate Warriors durante uno sciopero scolastico per il clima a Brisbane nel 2019

I Pacific Climate Warriors, o 350 Pacific, rappresentano un movimento di base per la giustizia climatica nato nelle isole del Pacifico. Dal 2011 fanno parte di 350.org, un'organizzazione ambientalista internazionale.

## Metodi e visione
Quello che i Pacific Climate Warriors richiedono agli attori politici contemporanei è la riduzione dell'inquinamento e delle emissioni di gas ad effetto serra. Il loro impegno mira a proteggere dalla minaccia del cambiamento climatico le isole del Pacifico insieme alla loro cultura e alla loro fauna marina e terrestre. Si oppongono all'industria dei combustibili fossili e il loro motto recita: "Non stiamo affogando. Stiamo lottando". I Pacific Climate Warriors partecipano anche alle negoziazioni sul clima delle Nazioni Unite.
Attraverso progetti educativi in 15 Paesi appartenenti a quest'area geografica, i Pacific Climate Warriors cercano di spiegare ai più giovani e alle più giovani le conseguenze del cambiamento climatico e del suo impatto sulle isole. Lo scopo delle iniziative è quello di motivare sempre più isolani e isolane a lavorare per la salvaguardia dell'ambiente in cui vivono.

## Le canoe e il blocco navale del 2014
Una delle loro azioni più importanti è stata la campagna svolta in Australia dall'8 al 25 ottobre 2014 che è culminata con un'azione di disobbedienza civile il 17 ottobre 2014 a Newcastle dove si trova il più grande porto di carbone del mondo. Grazie all'aiuto della popolazione locale, i Pacific Climate Warriors sono usciti dal porto di Newcastle con canoe e kayak tradizionali con lo scopo di impedire l'accesso e l'uscita delle carboniere. Secondo quanto riportato, solo quattro navi su dodici hanno potuto lasciare il porto perché il gruppo di attivisti e di attiviste è riuscito ad impedire l'uscita di ben otto navi. Le canoe utilizzate durante l'impresa sono state costruite nelle isole del Pacifico secondo metodi tradizionali e sono state portate in Australia con una nave da carico apposita per questa operazione.
Durante la campagna, i Pacific Climate Warriors hanno chiesto alle compagnie che lavorano con i combustibili fossili e ai Paesi con elevate emissioni di gas ad effetto serra di assumersi la responsabilità per i danni causati all'ambiente. Attraverso i rapporti sul cambiamento climatico nelle isole del Pacifico forniti ai mass media, i Pacific Climate Warriors vogliono sottolineare l'importanza di ridurre le emissioni dei gas ad effetto serra.
Durante la campagna, 30 membri del gruppo provenienti da 12 paesi del Pacifico (tra cui Fiji, Kiribati, Papua Nuova Guinea, Repubblica delle Isole Marshall, Tokelau, Tonga, Tuvalu e Vanuatu) hanno viaggiato in Australia.

## Premi
- 2020: Premio Internazionale Pax Christi per la Pace.[5]